# Kota Rantang
Kota Rantang is een bestuurslaag in het regentschap Deli Serdang van de provincie Noord-Sumatra, Indonesië. Kota Rantang telt 5075 inwoners (volkstelling 2010).